# Toxopsiella orientalis
Espèce
Toxopsiella orientalis est une espèce d'araignées aranéomorphes de la famille des Cycloctenidae.

## Distribution
Cette espèce est endémique de la région d'Otago sur l'île du Sud en Nouvelle-Zélande,.

## Description
La femelle holotype mesure 8,69 mm et le mâle paratype 8,11 mm.

## Publication originale
- Forster, 1964 : The spider family Toxopidae (Araneae). Annals of the Natal Museum, vol. 16, p. 113-151 (« texte intégral »(Archive.org • Wikiwix • Archive.is • Google • Que faire ?)).